# Emma (album)

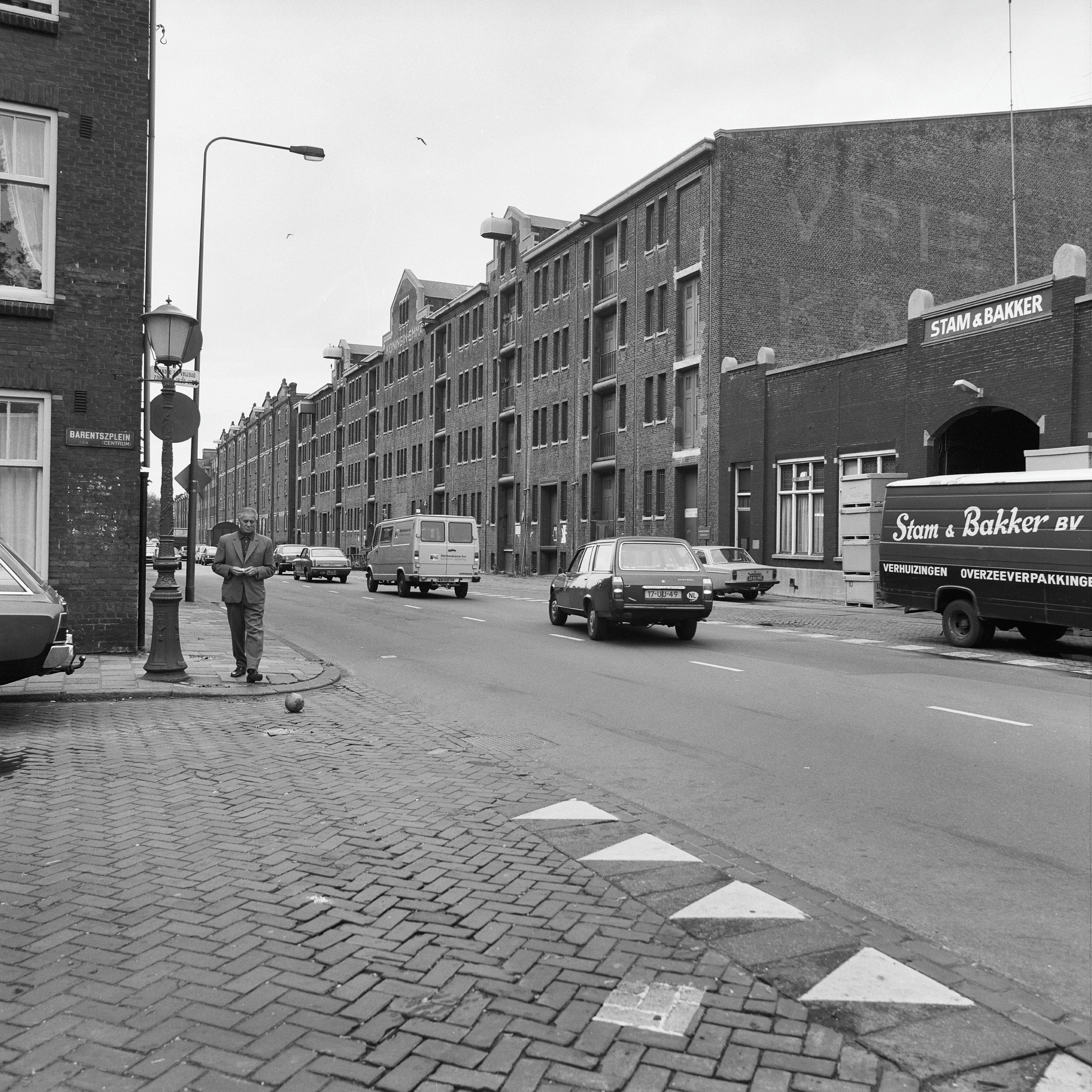
De naamgever Koningin Emma-pakhuizen, rechts vooraan (1979)

Emma is een Nederlands verzamelalbum, een dubbelelpee met daarop nummers van dertig internationale punkbands. Emma was een kraakpand, een voormalig pakhuis met de naam Koningin Emma, in de Van Diemenstraat te Amsterdam. De krakers hadden er twee concertzalen, een café-restaurant, oefenruimtes en een opnamestudio ingericht. Er speelden in de Emma ruim honderd hardcore punkbands tijdens de benefietconcerten. De deelnemende bands op de LP, die elk een nummer beschikbaar hebben gesteld, zijn daarvan een dwarsdoorsnede.

## Nummers
- A1 - No Allegiance - Dreams Of Pain
- A2 - Pandemonium - Between The Lines
- A3 - Tu-Do Hospital - Media Control
- A4 - B.G.K. - Bloodsuckers
- A5 - Morzelpronk - Once Flew Upon A Time In The West Over The Cuckoo's Nest (Or: MEEP!)
- A6 - Nog Watt - Copy Life
- A7 - Impact - Sulla Loro Croce / Ribellione
- A8 - Deadlock - Words They Exchange
- B1 - The Ex - Choice
- B2 - Membranes - Mr. Charisma Brain
- B3 - Kaki's - Milda
- B4 - Vacuüm - Fakoum
- B5 - Zowiso - Glimp
- B6 - Sjako! - Here Come The Weirdos
- B7 - Zak In As - Up / Amacord
- C1 - Sonic Youth - Brother James
- C2 - If - Eat Yourself
- C3 - Svätsox & Dorpsoudste De Jong - Busy Weeks
- C4 - Grin - Listen To The Bodies Fall
- C5 - The Gentry - Elimination Of Us
- C6 - Krapuul - Geen Geweten
- C7 - Electric Hannes - De Grote Roje Auto Raga
- D1 - No Pigz - Down
- D2 - Negazione - Plastica
- D3 - Indigesti - Doppio Confronto
- D4 - Hostages Of Ayatollah - Hallo Nachbar
- D5 - Capital Scum - Road Killer
- D6 - Combat Not Conform - Youth Of Today
- D7 - Murder Inc. III - What We Want Is What We Get
- D8 - UBCF - No Nazies